# Ogbonnia Okoronkwo
Ogbonnia „Obo“ Okoronkwo (geboren am 24. April 1995 in Gainesville, Florida) ist ein US-amerikanischer American-Football-Spieler auf der Position des Defensive Ends. Er spielte College Football für die University of Oklahoma und steht seit 2023 bei den Cleveland Browns in der National Football League (NFL) unter Vertrag. Zuvor spielte Okoronkwo vier Jahre lang für die Los Angeles Rams, mit denen er den Super Bowl LVI gewann, sowie ein Jahr lang für die Houston Texans.

## Frühe Jahre und College
Okoronkwos Eltern zogen 1980 aus Nigeria in die Vereinigten Staaten. Er wurde in Gainesville, Florida, geboren und hatte bei seiner Geburt ein außergewöhnlich hohes Gewicht von über 12 Pfund (ca. 5,44 Kilogramm). Damit war er laut einem Bericht von The Oklahoman aus dem Jahr 2016 das bis dahin schwerste im North Florida Regional Medical Center geborene Baby. Okoronkwo wuchs nach einem Umzug aus Florida nach Texas in seiner Kindheit in einem Vorort von Houston auf und besuchte dort die Alief Taylor High School. Dort spielte er im Highschoolfootballteam, was er seinen Eltern bis zu seinem dritten Jahr verheimlichte, da er befürchtete, sein Vater könnte ihm das Footballspielen verbieten.
Seine Leistungen als Highschoolfootballspieler brachten ihm mehrere Stipendienangebote von mehreren College-Football-Teams ein. Ab 2013 ging Okoronkwo auf die University of Oklahoma, um College Football für die Oklahoma Sooners zu spielen. Nach einem Redshirtjahr und zwei Spielzeiten als Ergänzungsspieler egalisierte er in der Saison 2016, in der er in allen 12 Spielen als Starter auf dem Feld stand, mit 9,0 Sacks den Teamrekord für die meisten Sacks eines Linebackers in einer Saison. Noch erfolgreicher für Okoronkwo verlief die Saison 2017, in der er alle 14 Spiele als Starter bestritt. Er verzeichnete 78 Tackles, davon 17,5 für Raumverlust, und acht Sacks sowie drei erzwungene Fumbles. Okoronkwo wurde in das All-Star-Team der Big 12 Conference sowie zum All-American gewählt und teilte sich mit Linebacker Malik Jefferson von den Texas Longhorns die Auszeichnung als Big 12 Defensive Player of the Year.

## NFL
Okoronkwo wurde im NFL Draft 2018 in der fünften Runde an 160. Stelle von den Los Angeles Rams ausgewählt. Wegen einer Fußverletzung verpasste er seine erste Saison in der NFL vollständig und fehlte damit auch beim Einzug der Rams in den Super Bowl LIII, den sie mit 3:13 gegen die New England Patriots verloren. In den folgenden drei Jahren war er Ergänzungsspieler auf der Position des Outside Linebackers. In der Saison 2021 gewann Okoronkwo mit den Rams den Super Bowl LVI mit 23:20 gegen die Cincinnati Bengals, bei diesem Spiel kam er bei 10 defensiven Snaps und 13 Snaps in den Special Teams zum Einsatz, dabei erzielte er einen Tackle.
Nach Ablauf seines Rookievertrags bei den Rams einigte Okoronkwo sich im März 2022 mit den Houston Texans auf einen Einjahresvertrag über 3,5 Millionen US-Dollar. In Houston war er als Defensive End in den letzten acht Spielen der Saison erstmals in seiner Karriere Starter, zudem kam er erstmals in allen Partien der Saison zum Einsatz. Mit 44 Tackles, davon neun für Raumverlust, und fünf Sacks spielte er seine bis dahin erfolgreichste Saison.
Im März 2023 unterschrieb Okoronkwo einen Dreijahresvertrag im Wert von 19 Millionen US-Dollar bei den Cleveland Browns.

### NFL-Statistiken
| 2018                               | LAR    | kein Einsatz wegen Verletzung | kein Einsatz wegen Verletzung | kein Einsatz wegen Verletzung | kein Einsatz wegen Verletzung | kein Einsatz wegen Verletzung | kein Einsatz wegen Verletzung | kein Einsatz wegen Verletzung | kein Einsatz wegen Verletzung | kein Einsatz wegen Verletzung | kein Einsatz wegen Verletzung | kein Einsatz wegen Verletzung | kein Einsatz wegen Verletzung | kein Einsatz wegen Verletzung | kein Einsatz wegen Verletzung | kein Einsatz wegen Verletzung | kein Einsatz wegen Verletzung | kein Einsatz wegen Verletzung |
| 2019                               | LAR    | 10                            | 0                             | 7                             | 3                             | 4                             | 1,5                           | 0                             | 0                             | 0                             | 0                             | 0                             | 0                             | 0                             | 0                             |                               |                               |                               |
| 2020                               | LAR    | 10                            | 0                             | 12                            | 8                             | 4                             | 1,0                           | 1                             | 0                             | 0                             | 0                             | 0                             | 0                             | 0                             | 0                             |                               |                               |                               |
| 2021                               | LAR    | 13                            | 0                             | 15                            | 9                             | 6                             | 2,0                           | 0                             | 0                             | 0                             | 0                             | 0                             | 2                             | 0                             | 0                             |                               |                               |                               |
| 2022                               | HOU    | 17                            | 8                             | 44                            | 32                            | 12                            | 5,0                           | 2                             | 0                             | 0                             | 0                             | 0                             | 1                             | 0                             | 0                             |                               |                               |                               |
| 2023                               | CLE    | 14                            | 0                             | 31                            | 22                            | 9                             | 4,5                           | 1                             | 0                             | 0                             | 0                             | 0                             | 0                             | 0                             | 0                             |                               |                               |                               |
| 2024                               | CLE    | 16                            | 5                             | 23                            | 15                            | 8                             | 3,0                           | 0                             | 0                             | 0                             | 0                             | 0                             | 1                             | 0                             | 0                             |                               |                               |                               |
| Gesamt                             | Gesamt | 80                            | 13                            | 132                           | 89                            | 43                            | 17,0                          | 4                             | 0                             | 0                             | 0                             | 0                             | 4                             | 0                             | 0                             |                               |                               |                               |
| Quelle: pro-football-reference.com |        |                               |                               |                               |                               |                               |                               |                               |                               |                               |                               |                               |                               |                               |                               |                               |                               |                               |